# Aaron Kostner
Aaron Kostner (Vipiteno, 8 luglio 1999) è un combinatista nordico italiano.

## Biografia
Nato a Vipiteno, in Alto Adige, nel 1999, inizia a praticare lo sci di fondo da piccolo, passando alla combinata nordica all'età di 10 anni, nel 2009.
A 14 anni partecipa alle sue prime gare importanti, esordendo in Alpen Cup il 28 settembre 2013, a Oberwiesenthal, in Germania.
Nel 2016 prende parte ai II Giochi olimpici giovanili invernali, a Lillehammer, in Norvegia, partecipando a tre gare: l'individuale trampolino normale, dove arriva 9º, la gara a squadre miste, conclusa al 10º posto, e la gara a squadre di salto con gli sci, nella quale termina 11°.
A fine 2017 debutta in Coppa del Mondo, il 16 dicembre a Ramsau am Dachstein, in Austria.
A febbraio dello stesso anno è di scena ai Giochi Olimpici di Pyeongchang 2018, in tutte e tre le gare della combinata nordica: quella di trampolino normale, chiusa al 37º posto in 28'30"4, quella di trampolino lungo, dove arriva 44º in 29'48"5 e la gara a squadre, dove, insieme a Raffaele Buzzi, Alessandro Pittin e Lukas Runggaldier termina 8° in 51'14"1. Nella stagione successiva ai Mondiali di Seefeld in Tirol è stato 13º nel trampolino lungo, 24º nel trampolino normale, 7º nella gara a squadre dal trampolino normale e 5º nella sprint a squadre dal trampolino lungo, mentre a quelli di Oberstdorf 2021 si è classificato 15º nel trampolino normale e 7º nella gara a squadre, a quelli di Planica 2023 si è piazzato 28º nel trampolino normale, 30º nel trampolino lungo, 6º nella gara a squadre e 4º nella gara a squadre mista e a quelli di Trondheim 2025 è stato 18º nel trampolino normale, 15º nel trampolino lungo, 6º nella gara a squadre e 8º nella gara a squadre mista.

## Palmarès

### Coppa del Mondo
- Miglior piazzamento in classifica generale: 29º nel 2024